# North Gosforth
North Gosforth – część miasta i parafia cywilna w Newcastle upon Tyne, w Anglii, w hrabstwie ceremonialnym Tyne and Wear, w dystrykcie metropolitalnym Newcastle upon Tyne. Leży 6 km na północ od centrum miasta. W 2011 roku North Gosforth liczył 5639 mieszkańców.